# 周善
周善，《三國演義》杜撰之人物，史實上並無此人。

## 生平
自幼跟隨孫策，於孫策死後跟隨孫權，成為其家將。
劉備入西川之際，奉命前往荆州接孫夫人（孫尚香）回吳，在半路被張飛、趙雲所截，為張飛所殺死。